# Liste der Pfarren im Dekanat Peuerbach
Das Dekanat Peuerbach ist ein Dekanat der römisch-katholischen Diözese Linz.

## Pfarren mit Kirchengebäuden und Kapellen
Das Dekanat umfasst 13 Pfarren.
| Ort                            | Pfarrverband       | Patrozinium             | Kirchengebäude und Kapellen | Bild                       |
| ------------------------------ | ------------------ | ----------------------- | --- | -------------------------- |
| Engelhartszell                 | Neukirchen am Wald | Mariä Himmelfahrt       | Pfarrkirche Engelhartszell Stiftskirche Engelszell (Abteikirche); Filialkirche Schmerzhafte Mutter Gottes in Stadl-Kicking; Kapelle auf dem Haugstein | Pfarrkirche Engelhartszell |
| Heiligenberg                   | Peuerbach          | Hlgst. Dreifaltigkeit   | Pfarrkirche Heiligenberg | Pfarrkirche Heiligenberg   |
| Michaelnbach                   | Peuerbach          | Hl. Michael             | Pfarrkirche Michaelnbach | Pfarrkirche Michaelnbach   |
| Natternbach                    | Neukirchen am Wald | Hl. Margarita           | Pfarrkirche Natternbach Kapelle in Gaisbuchen | Pfarrkirche Natternbach    |
| Neukirchen am Walde            | Neukirchen am Wald | Hl. Johannes der Täufer | Pfarrkirche Neukirchen am Walde Filialkirche Hl. Sixt in Straß bei Sankt Sixt                                                                         | Pfarrkirche Neukirchen     |
| Peuerbach                      | Peuerbach          | Hl. Martin              | Pfarrkirche Peuerbach | Pfarrkirche Peuerbach      |
| Pötting                        | Peuerbach          | Kreuzauffindung         | Pfarrkirche Pötting | Pfarrkirche Pötting        |
| Sankt Aegidi                   | Neukirchen am Wald | Hl. Ägidius             | Pfarrkirche Sankt Aegidi | Pfarrkirche Neukirchen     |
| Sankt Agatha                   | Peuerbach          | Hl. Agatha              | Pfarrkirche St. Agatha (Oberösterreich) | Pfarrkirche St. Agatha     |
| Sankt Thomas bei Waizenkirchen | Peuerbach          | Hl. Thomas              | Pfarrkirche St. Thomas bei Waizenkirchen | Pfarrkirche St. Thomas     |
| Waizenkirchen                  | Peuerbach          | Hll. Petrus und Paulus  | Pfarrkirche Waizenkirchen Kapelle im Altenheim | Pfarrkirche Waizenkirchen  |
| Waldkirchen am Wesen           | Neukirchen am Wald | Hl. Nikolaus            | Pfarrkirche Waldkirchen am Wesen | Pfarrkirche Waldkirchen    |
| Wesenufer                      | Neukirchen am Wald | Hl. Wolfgang            | Pfarrkirche Wesenufer | Pfarrkirche Wesenufer      |

## Dechanten
(Liste lückenhaft)
- 1982–1997 Karl Hagler (1934–2015), Pfarrer in Natternbach[1]
- seit 2015: Marian Sawinski als Kurat des Dekanates[2]
- Johann Padinger, Pfarrer in Peuerbach[3]